# Шарбов
Шарбов (слч. Šarbov) насељено је мјесто са административним статусом сеоске општине (слч. obec) у округу Свидњик, у Прешовском крају, Словачка Република.

## Становништво
| Година:    | 1994. | 2004.    | 2014. | 2024.    |
| ---------- | ----- | -------- | ----- | -------- |
| Број људи: | 18    | 11       | 11    | 19       |
| Разлика:   |       | -38,88 % | +0 %  | +72,72 % |

| Година:    | 2023. | 2024. |
| ---------- | ----- | ----- |
| Број људи: | 19    | 19    |
| Разлика:   |       | +0 %  |

Према подацима о броју становника из 2024. године насеље је имало 19 становника.